# 吳鵬 (化学家)
吳鵬，化学家，华东师范大学教授，主要从事设计合成高效催化材料实现化工过程绿色化方面的研究工作。入选中华人民共和国教育部2009年度"长江学者"特聘教授。曾就读于东京工业大学。